# Повесть об убиении Батыя
«Повесть об убиении Батыя», или «Слово об убиении злочестивого царя Батыя», — памятник древнерусской литературы XV века, включённый в русские летописи, Хронографы (под 1247 годом) и богослужебные сборники, в том числе в Великие Четьи-Минеи. В «Повести» рассказывается о гибели Батыя во время похода в Венгрию от руки вымышленного короля Владислава, хотя в действительности Батый умер в 1255 (1256) году в Орде.
Вне Руси сюжет «Повести» не зафиксирован. Написана не позднее 70-х годов XV века, предположительно Пахомием Сербом. Существует две редакции «Повести» — летописная и минейная. Летописная редакция читается в русских летописях и Хронографах. Минейная же редакция входит в Минеи за сентябрь (20 сентября) и другие богословские книги.
В основе «Повести об убиении Батыя» — синтез различных событий, получивших отражение как в устных легендах о венгерских королях и сказаниях книжного происхождения, так и в устных югославянских песнях о Батые.
По мнению филологов композиционный замысел «Повести» — это возмездие Божье, постигшее злочестивого царя за причинённые им страдания православным христианам.

## Содержание
В «Повести» рассказывается о походе Батыя на Венгрию (в летописной редакции — под 1247 годом), где в это время правил король Владислав, тайно принявший православие под влиянием сербского архиепископа Саввы. Не имея сил отразить нападение татар, Владислав проводил время в горячих молитвах на столпе в городе Варадине. Господь услышал его молитвы и благословил Владислава на битву с врагами. Вместе с благословением венгерский король получил также чудесного коня и боевую секиру. Выйдя из городских стен, король и его воины бросились на врага. Охваченные внезапным страхом татары обратились в бегство. Преследуя их, венгры многих убили и взяли в плен, захватив богатые трофеи. Мирные жители также вышли из города и обрушились на уцелевших татар. Батыю тогда удалось бежать к «Угорским планинам». Здесь его настиг Владислав и собственноручно убил (в действительности Батый скончался в 1255 году). Венгерский король убил также свою родную сестру, пленённую татарами и перешедшую на сторону врагов. В память о победе над татарами на столпе в Варадине была установлена отлитая из меди конная статуя Владислава, держащего в руке секиру, которой был убит Батый.

## Текстология
В 1916 году С. П. Розанов впервые исследовал все известные к тому времени списки «Повести». Существует полный и сокращённый вариант текста, причём во всех полных списках текст один и тот же, за исключением мелких особенностей. Опираясь на эти особенности, С. П. Розановым были выделены две редакции: «летописная» и «минейная». Летописная редакция читается в русских летописях и Хронографах. Минейная же редакция «Повести» вместе с «Житием Михаила и Фёдора Черниговских» в редакции Пахомия Серба (старейшие списки — начала XVI века) входит в Минеи за сентябрь (20 сентября) и другие богословские книги.
«Повесть» в летописной редакции в рукописных сборниках часто входит в группу текстов, посвящённых Зарайскому образу святителя Николая, именуемую в научной литературе «Повести о Николе Заразском» или «Заразский цикл». Состав «Цикла» от сборника к сборнику колеблется, и в своем наиболее полном варианте включает: «Сказание о перенесении образа Николы Чудотворца из Корсуня в Рязань», описывающее события 1225 года, «Повесть о разорении Рязани Батыем» — события 1227 года, «Коломенские чудеса» — чудеса от иконы, произошедшие в 1521 и 1531 годах, «Род поповский» — список иереев, служивших при иконе с момента её перенесения, доведённый до 1561 либо до 1615 года, «Повесть об убиении Батыя».
С. П. Розанов исследовал 11 списков «Повести» в летописной редакции, входящих в состав Типографской, Архивской (Ростовской), Симеоновской, Воскресенской, Тверской, Львовской, Ермолинской, Никоновской летописей, Степенной книги, Хронографа редакции 1512 года и Русского Временника, а также 18 списков минейной редакции в Минеях и других богослужебных книгах. Был сделан вывод о том, что среди исследованных рукописей текст «Повести» лучше всего сохранился в списках Типографской и Архивной летописей, причём список Типографской летописи ближе к минейной редакции.
Уже после исследований С. П. Розанова были обнаружены новые списки летописной редакции «Повести». Во-первых, это списки в Московском Великокняжеском своде 1479 года (Эрмитажный и Уваровский списки), а также списки в Летописце от 72-язык (Лихачёвский летописец, Прилуцкий и Уваровский варианты). Учитывая эти введённые в научный оборот списки, А. А. Горский в 2001 году предположил, что наиболее ранний вариант «Повести» содержится в Архивской летописи, Эрмитажном и Уваровском списках Московского свода, чьи тексты практически идентичны. У сокращённого же варианта «Повести» текстологически ранними списками являются Ермолинская летопись и Летописец от 72-х язык.
В 2007 году О. Л. Новикова ввела в научный оборот список «Повести» из «Сборника Погодина 1596». Исследование этого списка позволило ей предположить, что первоначальным является текст минейной редакции.

## Проблемы датировки и авторство
Исследуя «Повесть», С. П. Розанов в 191? году пришёл к выводу, что она написана не позднее 1473 года. Он основывался на том, что сюжет «Повести» отражён в «Житии Фёдора Ярославского» редакции иеромонаха Антония, время создания которого В. О. Ключевский определил как 1471—1473 год.. Однако исследования, проведённые в 90-х годах XX века Б. М. Клоссом относят дату создания Жития Фёдора в редакции Антония в конец XV — начало XVI века, что разрушает основу датировки, данной С. П. Розановым.
По мнению С. П. Розанова, автором «Повести» является Пахомий Серб, так как «Повесть» в минейной редакции помещается вслед за Пахомиевой редакцией «Жития Михаила Черниговского».
При определении даты создания «Повести» А. А. Горский в 2001 году исходил из предположения о первичности её летописной редакции относительно минейной. Одни из наиболее ранних списков летописной редакции читаются в Московском великокняжеском своде 1479 года и Ермолинской летописи, которые имеют общий протограф. Поэтому максимально поздняя хронологическая грань написания «Повести» есть время создания этого протографа. Однако относительно него у исследователей нет единой точки зрения. А. А. Горским была выдвинута новая гипотеза относительно протографа Московского свода и Ермолинской летописи, что позволило ему утверждать, что дата создания «Повести» — не позднее 1477 года.
Автором «Повести» А. А. Горский, так же как и С. П. Розанов, считает Пахомия Серба. Однако его доказательства отличаются от доказательств С. П. Розанова, так как А. А. Горский считает первичной не минейную, а летописную редакцию «Повести».

## Замысел и жанровая форма
По мнению исследователей Пахомий Серб, создав в 1470-х годах свою редакцию «Слова о житии Михаила и Феодора Черниговских», присоединил к концу «Жития» «Слово о убиении злочестиваго царя Батыя». Тем самым он завершил свой композиционный замысел — о возмездии Божьем, постигшем злочестивого царя за гибель невиновного князя, отказавшегося отречься от веры в ставке хана.
Филологи считают «Повесть» беллетристическим повествованием, которое сложно отнести с конкретной замкнутой жанровой формой. Структурно она напоминает воинскую повесть, эмоциональную по содержанию, с яркими фольклорными образами. Текст логичнее всего отнести к жанру сказания. Сюжетность, описание ситуаций и поступков героев не дают возможности отнести данный текст к жанру «слова».

## Историческая основа
В вопросе об исторической основе «Повести» современные исследователи придерживаются одной из трёх гипотез.
Согласно С. П. Розанову, источником «Повести» стала легенда о венгерском короле Владиславе (Ласло) I Святом (1077—1095), которому приписана победа над татарами подобно тому, как в русских былинах татар побеждают богатыри Владимира Святого. Сюжет «Повести» был записан в Варадине сербом, знакомым с Житием св. Саввы (умер в 1235 году), повествующем об обращении им в православие венгерского короля. Около середины XV века «Повесть» попала на Русь, где получила новую литературную обработку.
По мнению А. А. Горского, «стержнем сюжета повести» является поход монголо-татар на Венгрию в 1285 году. В это время страной правил король Владислав (Ласло) IV (1272—1290). Против него одновременно выступили Телебуга, племянник хана Туда-Менгу, и темник Ногай, фактический правитель западной части Золотой Орды. Разорив страну вплоть до Пешта, татары и сами понесли тяжёлые потери, особенно в Трансильвании. И хотя король Ласло IV не вступал в решающую битву с врагами, тремя годами ранее он нанёс поражение восставшим половцам, жившим в Венгрии со времен Белы IV.
По мнению А. В. Майорова, исторической основой «Повести» могли стать реальные события Западного похода монголов, происходившие в ходе битвы на реке Шайо (11 апреля 1241 года) между армией Батыя и войсками венгерского короля Белы IV, унесшей жизнь одного из высших военачальников татар, носившего почётный титул багату/бахаду, созвучный с именем Батыя.

## Издания
- Слово об убиении злочестивого царя Батыя // Из Великих Миней Четьих митрополита Макария / под. ред. Д. С. Лихачёва и др. — Ин-т рус. лит. (Пушкинский дом) РАН. — Наука, 2003. — Т. 12: XVI век. — 624 с. — (Библиотека литературы Древней Руси). — ISBN 5-02-028406-8.
- Типографская летопись. — Петроград: Вторая государственная типография, 1921. — Т. 24. — 272 с. — (Полное собрание русских летописей).;
- Симеоновская летопись / Под ред. А. Е. Преснякова. — СПб.: Типография М. А. Александрова, 1913. — Т. 18. — (Полное собрание русских летописей).;

- Летопись по Воскресенскому списку / Подготовлена к изданию Я. И. Бередниковым и А. Ф. Бычковым под ред. А. С. Норова. — Типография Эдуарда Праца. — СПб., 1856. — Т. 7. — С. 345. — (Полное собрание русских летописей).;

- Летописный сборник именуемый Тверской летописью / Под ред. А. Ф. Бычкова. — СПб.: Типография Леонида Демиса, 1863. — Т. 15. — 504 с. — (Полное собрание русских летописей).;
- Львовская летопись / Под ред. С. А. Адрианова. — Типография М. А. Александрова. — СПб., 1910. — Т. 20 ч. 1. — 418 с. — (Полное собрание русских летописей).;
- Ермолинская летопись / Под ред. Ф. И. Покровского. — Типография М. А. Александрова. — СПб., 1910. — Т. 23. — 342 с. — (Полное собрание русских летописей).;
- Книга степенная царского родословия / Под ред. П. Г. Васенко. — СПб.: Типография М. А. Александрова, 1908. — Т. 21 ч. 1. — 348 с. — (Полное собрание русских летописей).;

- VIII Летописный сборник, именуемый Патриаршею или Никоновскою летописью / Под ред. С. Ф. Платонова. — СПб.: Типография Министерства внутренних дел, 1885. — Т. 11. — 244 с. — (Полное собрание русских летописей).;

- Хронограф редакции 1512 года / Ред. С. П. Розанова. — СПб., 1911. — Т. 22. — 580 с. — (Полное собрание русских летописей).;

- Московский летописный свод конца XV века / Под ред. М. Н. Тихомирова. — М.—Л.: Издательство АН СССР, 1949. — Т. 25. — 464 с. — (Полное собрание русских летописей).;

- Русский Времянник, сиречь, Летописец, содержащий российскую историю от (6370) (862) до (7189) (1681) лета разделенный на две части. — М.: Синодальная типография, 1820. — С. 363.

- Великия Минеи Четии, собранные Всероссийским митрополитом Макарием. — Импер. Акад. наук, 1869. — С. 1306—1308.

- Летописный свод 1497 г. // Летописный свод 1497 г.; Летописный свод 1518 г. (Уваровская летопись) / Под ред. М. Н. Тихомирова. — М.—Л.: Издательство АН СССР, 1963. — Т. 23. — 411 с. — (Полное собрание русских летописей).;
- Летописный свод 1518 г. // Летописный свод 1497 г.; Летописный свод 1518 г. (Уваровская летопись) / Под ред. М. Н. Тихомирова. — М.—Л.: Издательство АН СССР, 1963. — Т. 23. — 411 с. — (Полное собрание русских летописей).;

## Архивные источники
- Архивская летопись //   РГАДА. Ф. 181 Рукописный отдел библиотеки Московского Главного архива Министерства иностранных дел (коллекция). Д. 20/25.

- Временник впросте от различных хронограф же и сказатель, собрано же и сложено Георгием грешным Мнихом (Амартолом). //   СПбИИ. Ф. 238 Коллекция Н. П. Лихачёва. Оп. 1. Д. 365.

- Сборник XVI века //   РНБ. Ф. Собрание М. П. Погодина. Оп. 1. Ед. хр. 1569.

- Эрмитажный список Московского свода конца XV века //   РНБ. Ф. Собрание эрмитажное. Ед. хр. 416б.

- Минея-читья месяц сентябрь. Список XVI века //   Отдел рукописей  РГБ. Ф. 173/I Фундаментальное собрание библиотеки МДА. Ед. хр. 88. 521 л.

- Сборник, из многих отрывков XVI века //   Отдел рукописей РГБ. Ф. 113 Собрание рукописных книг Иосифо-Волоцкого монастыря . Ед. хр. 189 (577). 393 л (Иосифо-Волоколамский монастырь. Писания Святых Отцев и прочие книги духовного содержания).
- Жития святых, с прибавлениями XVI века //   Отдел рукописей РГБ. Ф. 113 Собрание рукописных книг Иосифо-Волоцкого монастыря. Ед. хр. 224 (645). 483 л (Иосифо-Волоколамский монастырь. Книги исторические).

- Сборник богослужебный XV—XVI века //   Отдел рукописей РГБ. Ф. 304. I Главное собрание рукописей библиотеки Троице-Сергиевой Лавры. Ед. хр. 642.

- Минея XVI века //   Отдел рукописей РГБ. Ф. 304.I Главное собрание рукописей библиотеки Троице-Сергиевой Лавры. Ед. хр. 663.

- Сборник XVII века //   Отдел рукописей РГБ. Ф. 304. I Главное собрание рукописей библиотеки Троице-Сергиевой Лавры. Ед. хр. 805.

- Сборник 1689 года //   Отдел рукописей РГБ. Ф. 256. Собрание рукописных книг Н. П. Румянцева. Ед. хр. 378.

- Сборник XVI века //   Отдел рукописей РГБ. Ф. 310 Собрание рукописных книг В. М. Ундольского. Ед. хр. 565.

- Сборник XVII века //   Отдел рукописей РГБ. Ф. 310 Собрание рукописных книг В. М. Ундольского. Ед. хр. 3154.

- Сборник житий святых XV—XVI века //   Отдел рукописей РГБ. Ф. 228 Собрание рукописных книг Д. В. Пискарёва. Ед. хр. 131.

- Церковный сборник конца XVI века //   Отдел рукописей РГБ. Ф. 205.I Собрание рукописных книг ОИДР. Ед. хр. 55.

- Сборник начала XVI века //   Отдел рукописей РГБ. Ф. 205. I Собрание рукописных книг ОИДР. Ед. хр. 56.

- Четьи-Минеи священника Иоанна Милютина //   Отдел рукописей ГИМ. Ф. Синодальное (Патриаршее) собрание. Ед. хр. 808 (Син. 797).

- Сборник-конволют //   РНБ. Ф. 588 Собрание М. П. Погодина. Оп. 2. Ед. хр. 639 (Погод. 638).
- Сборник //   РНБ. Ф. 588 Собрание М. П. Погодина. Оп. 2. Ед. хр. 877 (Погод. 871).
- Великая Минея Четья //   РНБ. Ф. 573 Санкт-Петербургская Духовная академия. Ед. хр. 1317.